# Gif-sur-Yvette
Pour les articles homonymes, voir GIF.
Gif-sur-Yvette (prononcé [ ʒif syʁ ivɛt̪] ) est une commune française du département de l’Essonne en région Île-de-France. Elle est le bureau centralisateur du canton éponyme. Elle est située à vingt-quatre kilomètres au sud-ouest de Paris.
Du village celte installé sur le plateau du Moulon au VIe siècle av. J.-C. à l’abbaye bénédictine fondée au XIIe siècle, Gif fut très tôt un site agricole et spirituel important de l'Hurepoix. Implantée dans une vallée verdoyante, la vallée de Chevreuse, et reliée dès le milieu du XIXe siècle à Paris par le chemin de fer, la commune devint rapidement un lieu de villégiature pour les bourgeois et les artistes, tels Juliette Adam, Fernand Léger ou le duc de Windsor.
La seconde moitié du XXe siècle vit l’évolution rapide de la commune avec l’implantation d’importants centres de recherche et de formation scientifique, au nombre desquels le CNRS ou CentraleSupélec, et le lotissement « à l’américaine » du plateau sud avec la création du nouveau quartier de Chevry, multipliant par trois sa population. Celle-ci devrait encore s'accroître dans les années à venir avec la réalisation d'une opération d'aménagement dans le quartier de Moulon, qui prévoit la construction de logements et de grandes écoles dans le cadre du projet de pôle technologique Paris-Saclay.
Ses habitants sont appelés les Giffois.

## Géographie

### Situation
Gif-sur-Yvette est située dans la région Île-de-France, au nord-ouest du département de l’Essonne, dans ce qui était autrefois le pays et aujourd’hui la région naturelle du Hurepoix. Elle occupe un territoire de 1160 ha.

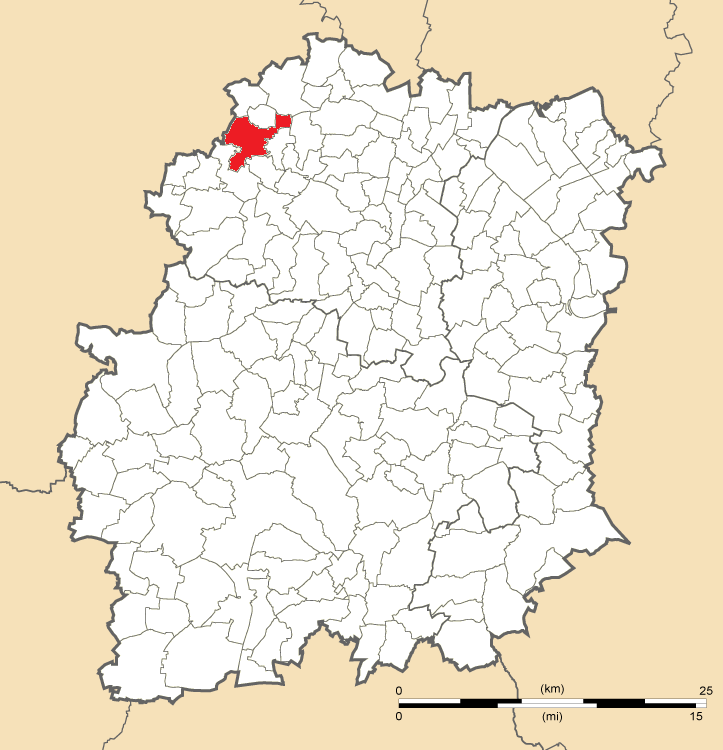
Position de Gif-sur-Yvette en Essonne.

Cette implantation entraîne un relief contrasté entre une vallée encaissée où se loge le centre-ville, des coteaux fortement pentus et boisés et des plateaux agricole au nord et pavillonnaire au sud, avec un point culminant à 172 m d’altitude et un point bas à seulement 57 m au bord de la rivière. Cet encaissement implique une relative pauvreté d’axes de communication sur le territoire avec le passage de quelques routes départementales de desserte locale. Ce déficit en voies routières d’importance est heureusement compensé par la présence sur le versant sud de la vallée de l’ancienne ligne de Sceaux aujourd’hui empruntée par la ligne B du RER d'Île-de-France avec deux gares réparties sur le territoire.

### Communes limitrophes
| Villiers-le-Bâcle                   | Saint-Aubin      | Saclay           |
| Saint-Rémy-lès-Chevreuse (Yvelines) | Gif-sur-Yvette   | Orsay            |
| Gometz-la-Ville                     | Gometz-le-Châtel | Bures-sur-Yvette |

Au nord se trouve la commune de Saint-Aubin dont la limite est en partie matérialisée par la route de Belle-Image et le chemin du Fond Fanet, au nord-est, la rigole de Corbeville sépare la commune de Saclay, à l’est, les rues Noetzlin et Joliot-Curie séparent en deux le pôle universitaire commun avec Orsay.
Au sud-est se trouve Bures-sur-Yvette avec une longue frontière courant à travers le bois de le Guyonnerie, le bassin de Gif-Bures et remontant jusqu’au plateau de Limours en longeant la forêt communale de Gif pour atteindre la limite avec Gometz-le-Châtel au sud, matérialisée par les rues et chemins de Frileuse jusqu’au quartier pavillonnaire de Chevry 2. Ce même quartier est limitrophe au sud-ouest de Gometz-la-Ville, en partie séparée par la rue des Molières et la rue de la Vacheresse jusqu’au bois de Vaugondran. De ce bois commence le territoire de Saint-Rémy-lès-Chevreuse, situé dans le département des Yvelines à l’ouest, et qui remonte vers le nord dans le bois d’Aigrefoin. Dans ce bois coule le ruisseau de la Cure qui matérialise la limite avec le village de Villiers-le-Bâcle au nord-ouest.[réf. souhaitée]

### Relief et géologie

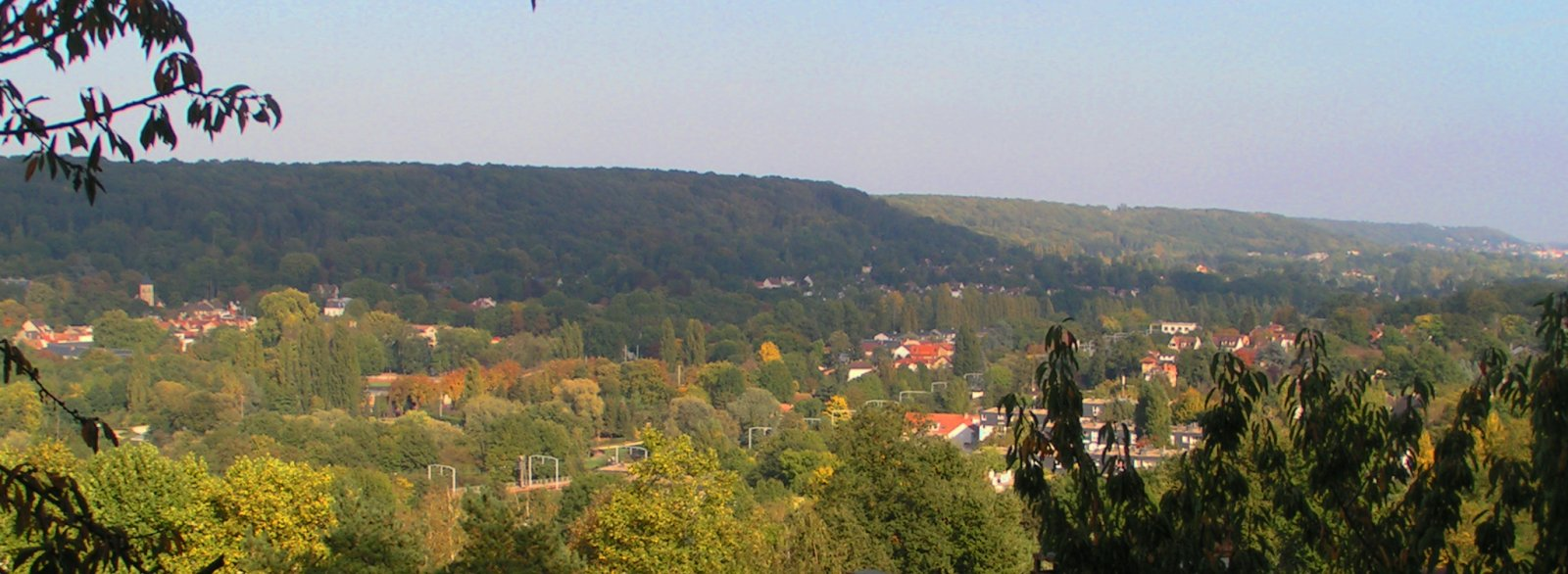
La vallée de Chevreuse à Gif-sur-Yvette.

Gif-sur-Yvette a la particularité d’être implantée à la fois dans le talweg de la vallée de l’Yvette pour son centre-ville, sur les versants nord et sud et sur le plateau de Saclay au nord et le plateau de Courtabœuf au sud.[réf. souhaitée]
Il en résulte une importante variation d’altitude sur le territoire, le point le plus bas étant situé à cinquante-sept mètres en centre-ville au bord de la rivière et le point le plus élevé à cent soixante-douze mètres d’altitude dans le hameau de Chevry sur le plateau sud de Courtabœuf. Au sud, la déclivité du vallon est importante, avec une variation d’altitude de trente mètres entre le centre-ville et le quartier de l’Abbaye, distants d’un kilomètre et une variation de soixante-six mètres entre l’Abbaye et le plateau de Belleville, distants de seulement quatre cents mètres. Au nord, elle est relativement plus mesurée, la variation entre le cours de la rivière et l’église, distants de quatre cents mètres atteint vingt mètres d’altitude en sus, puis quatre-vingts mètres en plus sur le plateau de Saclay, dont la borne de référence est distante de près de quatre kilomètres.
Caractéristique de l’Île-de-France et du Bassin parisien dans son ensemble, le sous-sol est composé de couches successives de sable de Fontainebleau mêlé à la meulière, puis de marne et gypse, de calcaire et au fond de la vallée érodée, d’argile.

### Hydrographie

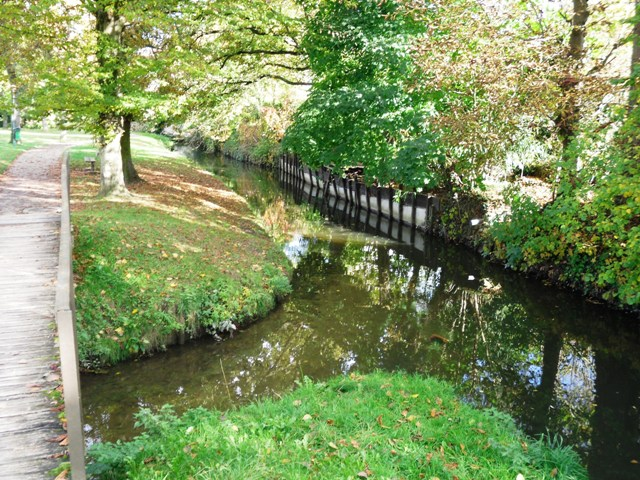
La confluence de l’Yvette et de la Mérantaise.

Le territoire communal est traversé d’ouest en est par la rivière l’Yvette, augmentée par deux affluents coulant des versants nord pour la Mérantaise et sud pour le Vaugondran. Sur le plateau de Saclay au nord ont été aménagées des rigoles et dans le lit de la rivière, deux bassins de rétention des crues régulent son cours.[réf. souhaitée]
La commune est implantée sur les deux versants de la vallée de l’Yvette qui traverse son territoire d’ouest en est sur une distance de trois kilomètres quatre cents mètres depuis Saint-Rémy-lès-Chevreuse vers Bures-sur-Yvette.[réf. souhaitée]
Dans le hameau de Courcelle-sur-Yvette, elle est rejointe par un affluent en rive droite, le Vaugondran, ruisseau des Fonds ou ru de Jaumeron en aval, puis enserre une petite île et alimente plusieurs petits étangs du parc de la Maison blanche. À proximité du Clos Rose, un vaste bassin de retenue des crues a été aménagé (bassin de Coupières, 200 000 m3), obligeant la rivière à se séparer en trois bras distincts avant de se regrouper à la hauteur du Moulin de l’Abbaye.
Avant son entrée dans le centre-ville, la rivière est rejointe par son affluent de rive gauche la Mérantaise, les deux cours d’eau coulant ensuite vers un second bassin de rétention à Grignon (bassin de Gif-Bures, 190 000 m3), partagé avec la commune de Bures-sur-Yvette. Plusieurs mares sont disséminées sur le territoire, formant des réservoirs naturels. Au nord, sur le plateau de Saclay ont été aménagées des rigoles, dont la rigole de Saint-Aubin qui se jette pour partie dans la Mérantaise et la rigole de Corbeville qui coule à l’extrême nord-est du territoire.[réf. souhaitée]

### Climat
Pour des articles plus généraux, voir Climat de l'Île-de-France et Climat de l'Essonne.
En 2010, le climat de la commune est de type climat océanique dégradé des plaines du Centre et du Nord, selon une étude du CNRS s'appuyant sur une série de données couvrant la période 1971-2000. En 2020, Météo-France publie une typologie des climats de la France métropolitaine dans laquelle la commune est exposée à un climat océanique altéré et est dans la région climatique Sud-ouest du bassin Parisien, caractérisée par une faible pluviométrie, notamment au printemps (120 à 150 mm) et un hiver froid (3,5 °C).
Pour la période 1971-2000, la température annuelle moyenne est de 11,3 °C, avec une amplitude thermique annuelle de 15,1 °C. Le cumul annuel moyen de précipitations est de 671 mm, avec 10,7 jours de précipitations en janvier et 7,4 jours en juillet. Pour la période 1991-2020, la température moyenne annuelle observée sur la station météorologique la plus proche, située dans la commune de Gometz-le-Châtel à 3 km à vol d'oiseau, est de 11,3 °C et le cumul annuel moyen de précipitations est de 734,7 mm,. Pour l'avenir, les paramètres climatiques de la commune estimés pour 2050 selon différents scénarios d'émission de gaz à effet de serre sont consultables sur un site dédié publié par Météo-France en novembre 2022.
| Mois                                  | jan.             | fév.             | mars            | avril           | mai           | juin           | jui.           | août           | sep.           | oct.            | nov.          | déc.             | année      |
| ------------------------------------- | ---------------- | ---------------- | --------------- | --------------- | ------------- | -------------- | -------------- | -------------- | -------------- | --------------- | ------------- | ---------------- | ---------- |
| Température minimale moyenne (°C)     | 1,5              | 1,3              | 3,4             | 5,3             | 8,6           | 11,6           | 13,4           | 13,2           | 10,4           | 7,9             | 4,4           | 2                | 6,9        |
| Température moyenne (°C)              | 4,1              | 4,6              | 7,7             | 10,5            | 13,9          | 17,1           | 19,3           | 19,2           | 15,8           | 11,9            | 7,4           | 4,5              | 11,3       |
| Température maximale moyenne (°C)     | 6,7              | 7,9              | 11,9            | 15,6            | 19,2          | 22,6           | 25,2           | 25,2           | 21,1           | 15,9            | 10,3          | 7,1              | 15,7       |
| Record de froid (°C) date du record   | −19,2 17.01.1985 | −12,8 07.02.1991 | −9,9 07.03.1971 | −4,5 12.04.1986 | −1 03.05.1967 | 0,8 05.06.1991 | 4,2 04.07.1984 | 4,1 31.08.1986 | 0,7 17.09.1971 | −4,9 30.10.1985 | −9 24.11.1998 | −13,5 29.12.1964 | −19,2 1985 |
| Record de chaleur (°C) date du record | 15,3 27.01.03    | 21,1 27.02.19    | 25,8 31.03.21   | 28,1 25.04.07   | 31,2 27.05.05 | 37,8 18.06.22  | 42,8 25.07.19  | 40 12.08.03    | 36,4 09.09.23  | 29,3 02.10.23   | 21 07.11.15   | 16,8 07.12.00    | 42,8 2019  |
| Précipitations (mm)                   | 59,9             | 53,7             | 53,5            | 51,9            | 73,1          | 60,7           | 60,8           | 59,9           | 52,6           | 64,9            | 67,1          | 76,6             | 734,7      |

## Urbanisme

### Typologie
Au 1er janvier 2024, Gif-sur-Yvette est catégorisée grand centre urbain, selon la nouvelle grille communale de densité à sept niveaux définie par l'Insee en 2022.
Elle appartient à l'unité urbaine de Paris, une agglomération inter-départementale regroupant 407  communes, dont elle est une commune de la banlieue,,. Par ailleurs la commune fait partie de l'aire d'attraction de Paris, dont elle est une commune du pôle principal,. Cette aire regroupe 1 929 communes,.

### Occupation des solssimplifiée
Relativement vaste, le territoire a conservé un caractère rural sur près de 40 % de sa superficie, avec plus de 300 ha boisés formant une ceinture sur les coteaux et plus de 110 ha de grande culture concentrée sur le plateau de Saclay au nord-est.
Le territoire de la commune se compose en 2017 de 31,31 % d'espaces agricoles, forestiers et naturels, 17,83 % d'espaces ouverts artificialisés et 50,86 % d'espaces construits artificialisés.

### Morphologie urbaine
L’urbanisation rapide et importante de la commune au cours du XXe siècle a entraîné la constitution de plusieurs quartiers bien distincts, pour certains excentrés du centre-ville ancien, mêlant grand ensemble comme à la Mérantaise ou à l’Abbaye, secteurs pavillonnaires comme à Chevry ou la Févrie et centre étudiant et scientifique au Moulon.[réf. souhaitée]

### Lieux-dits, écarts et quartiers
La commune est composée de différents quartiers bien signalés par des panneaux indicateurs :
Dans la vallée se trouve à l’est le quartier de la Mairie, correspondant au centre-ville, le bassin de Bures occupé par des petites copropriétés, la Févrie, pavillonnaire. Vers l’ouest se trouvent les Coupières et les Sablons et à la frontière avec Saint-Rémy-lès-Chevreuse, Rougemonts. Le versant nord est occupé par les Quinconces et la Tuilerie, à dominante pavillonnaire et les Roches et la Mérantaise, composés de plusieurs grands ensembles. À l’extrême nord-est, sur le plateau de Saclay se trouve le quartier du Moulon qui accueille le pôle étudiant et scientifique.[réf. souhaitée]
Le versant sud de la vallée, séparé par la voie ferrée, est occupé à l’est par les Coudraies et la Hacquinière, partagés avec la commune voisine de Bures-sur-Yvette, le grand ensemble de l’Abbaye, le quartier de Damiette et le hameau de Courcelle-sur-Yvette vers Saint-Rémy-lès-Chevreuse. Plus au sud, au-delà du massif forestier, commence le plateau de Courtabœuf, urbanisé par de vastes lotissements pavillonnaires suivant le concept nord-américain de « grande copropriété horizontale » sur le modèle des maisons Levitt, avec le quartier de Belleville, la Plaine de Frileuse, Chevry 1 et 2 et la Vacheresse, regroupant toutes les infrastructures éducatives, commerciales et de loisirs.[réf. souhaitée]
L’Insee découpe la commune en dix îlots regroupés pour l'information statistique soit Moulon-Vatonne-Centre, Coupières-Mérantaise, Courcelle, Damiette-Belleville, Coudraies-Hacquinières-Abbaye, Chevry centre, Chevry plaine, Chevry-Neuveries, Chevry Feuillarde et Forêt.

### Habitat et logement
En 2019, le nombre total de logements dans la commune était de 9 963, alors qu'il était de 8 743 en 2014 et de 8 477 en 2009.
Parmi ces logements, 90,8 % étaient des résidences principales, 2,6 % des résidences secondaires et 6,5 % des logements vacants. Ces logements étaient pour 49,8 % d'entre eux des maisons individuelles et pour 47,4 % des appartements.
En 2021, Gif-sur-Yvette est l'une des communes du département qui compte le plus de logements sociaux, avec 38 % de son parc de résidences principales. Elle respecte donc les obligations qui lui sont faites par l'article 55 de la loi SRU de disposer d'au moins de 25 % de logements sociaux.
Le tableau ci-dessous présente la typologie des logements à Gif-sur-Yvette en 2019 en comparaison avec celle de l'Essonne et de la France entière. Une caractéristique marquante du parc de logements est ainsi une proportion de résidences secondaires et logements occasionnels (2,6 %) supérieure à celle du département (1,7 %) mais inférieure à celle de la France entière (9,7 %). Concernant le statut d'occupation de ces logements, 65,3 % des habitants de la commune sont propriétaires de leur logement (66,7 % en 2014), contre 58,7 % pour l'Essonne et 57,5 pour la France entière.
| Typologie                                               | Gif-sur-Yvette | Essonne | France entière |
| ------------------------------------------------------- | -------------- | ------- | -------------- |
| Résidences principales (en %)                           | 90,8           | 91,7    | 82,1           |
| Résidences secondaires et logements occasionnels (en %) | 2,6            | 1,7     | 9,7            |
| Logements vacants (en %)                                | 6,5            | 6,6     | 8,2            |

### Voies de communication et transports
Limitrophe du département des Yvelines avec Saint-Rémy-lès-Chevreuse à l’ouest, Gif-sur-Yvette est ainsi relativement excentrée dans le département de l’Essonne, située à 24 km au sud-ouest de Notre-Dame, point zéro des routes de France, à 24 km au nord-ouest de la préfecture Évry, à 8 km au sud-ouest de la sous-préfecture Palaiseau, à 28 km au nord-ouest de Corbeil-Essonnes, 30 km au nord d’Étampes, 13 km au nord-ouest de Montlhéry, 15 km au nord-ouest d’Arpajon, 21 km au nord-est de Dourdan, 29 km au nord-ouest de La Ferté-Alais, 42 km au nord-ouest de Milly-la-Forêt et seulement 12 km au sud de Versailles.
Commune fortement résidentielle et pavillonnaire, Gif-sur-Yvette est cependant restée relativement à l’écart des grands axes de circulation. Ainsi, aucun axe routier d’importance ne passe sur son territoire, la route nationale 118 l’évite en formant une légère boucle à l’extrême nord-est avant sa descente vers Orsay. L’axe routier le plus important est donc la l'ancienne ancienne Route nationale 306 (actuelle départementale 306 ou route de Paris à Rambouillet) qui entre par le nord depuis Saint-Aubin et descend dans la vallée de l'Yvette, avant de continuer par celle-ci vers Saint-Rémy-lès-Chevreuse. Elle est coupée à mi-chemin par la route départementale 95 d’importance strictement locale puisqu’elle permet de relier l’ancienne route nationale 188 (actuelle RD 988 ou route de Chartres) à Bures-sur-Yvette et l’ancienne route nationale 838  (actuelle RD 938 ou route de Versailles) à Châteaufort en irriguant le centre-ville. Au nord-est passe la route départementale 128, sorte de rocade sud du plateau de Saclay et à l’extrême sud du quartier de Chevry passe la route départementale 40 ceinturant par le nord le plateau de Limours.
Ces axes routiers permettent cependant à la commune d’être relativement bien desservie par les différents réseaux d’autobus avec sur le plateau de Saclay des stations des lignes 6, 7, 9, 91-06 et 91-08 du réseau de bus Paris-Saclay. La ligne 10 du réseau Paris-Saclay relie Gif à la commune de Buc, via le plateau de Saclay. La ligne 11 du même réseau relie le quartier de Chevry à la gare RER de Gif-sur-Yvette. La ligne 12 relie la commune des Ulis à la gare RER de Courcelle-sur-Yvette et au lycée via le quartier de Chevry. La ligne 13 dessert le collège et le lycée de Gif via les quartiers des Rougemonts, de Courcelle et de Damiette. Les lignes 39-02, 39-30, 39-35 du réseau de bus Centre et Sud Yvelines relient respectivement Chevreuse, Limours et Cernay-la-Ville à Gif. S’ajoute les lignes N63 (desservant le plateau) et N122 de la RATP qui assurent la continuité de service nocturne du réseau express régional d'Île-de-France.
La ligne B du dit RER passe par la commune en empruntant les voies de l’ancienne ligne de Sceaux qui suivent le cours de la vallée, la commune disposant ainsi de deux gares, la gare de Gif-sur-Yvette à proximité du centre-ville et la gare de Courcelle-sur-Yvette dans le quartier du même nom. À noter que peu avant cette gare se trouvait le dernier passages à niveau de la ligne permettant le passage du chemin de Jaumeron. Ce passage a été supprimé en novembre 2012 à la suite de lourds travaux pour permettre au RER de passer sur un viaduc tandis que les voitures, les piétons et les cyclistes ont leurs propres voies en souterrain,.
La ligne 18 du metro avec la station Université Paris-Saclay est prévue pour 2026 sur le plateau de saclay dans le quartier du moulon au coeur du campus universitaire Paris-Saclay.

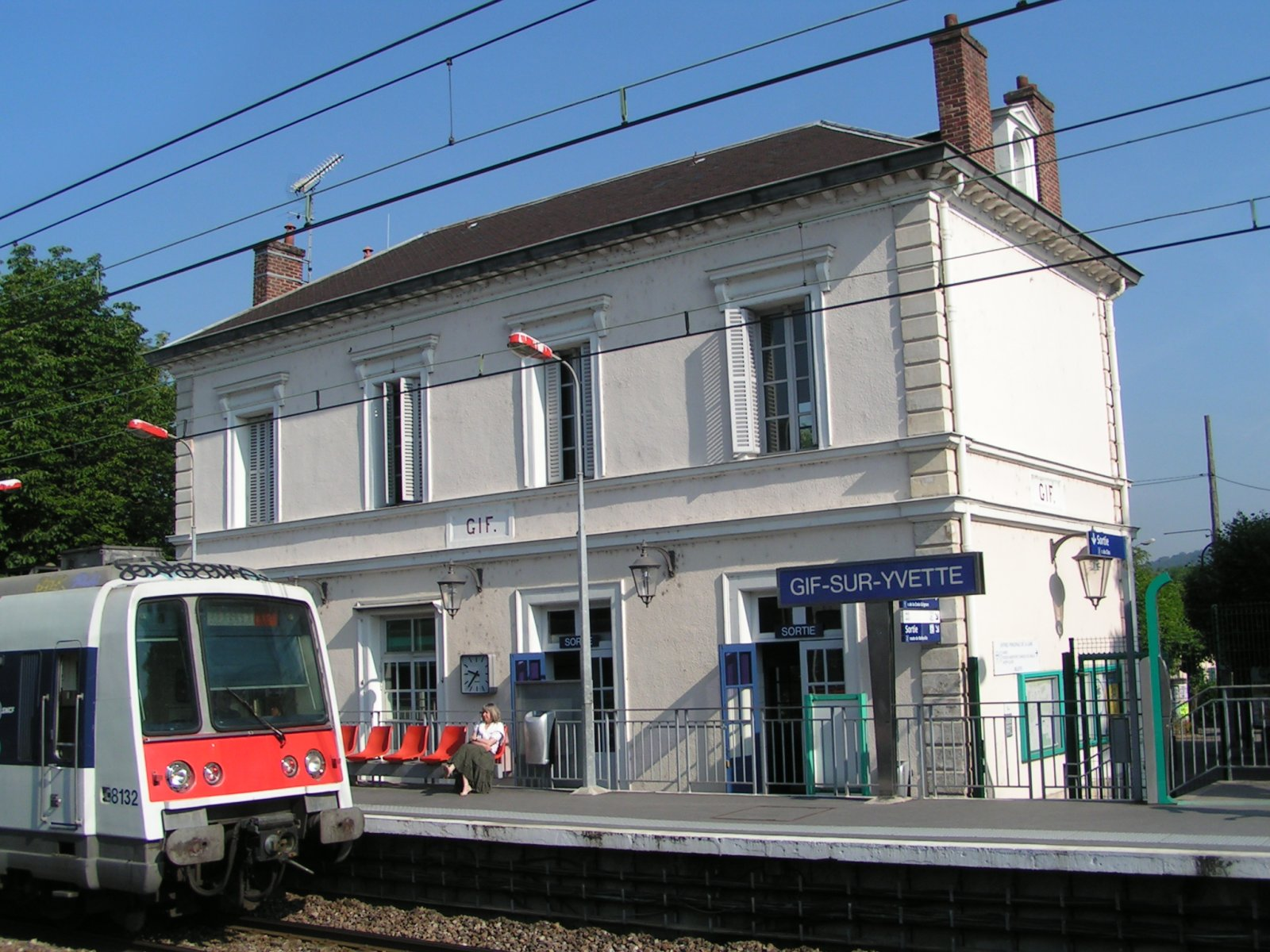
RER en gare de Gif-sur-Yvette.
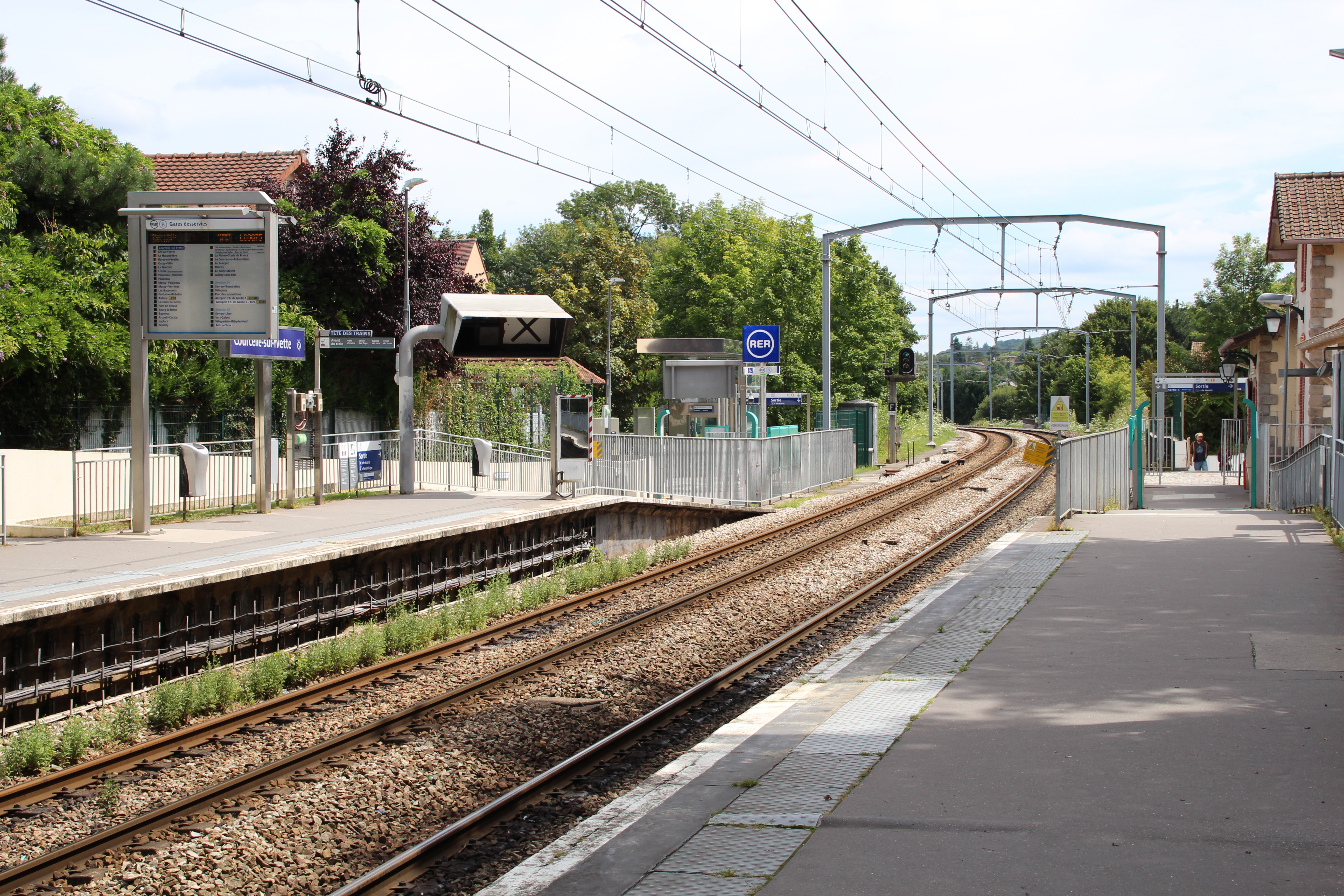
La gare de Courcelle-sur-Yvette.
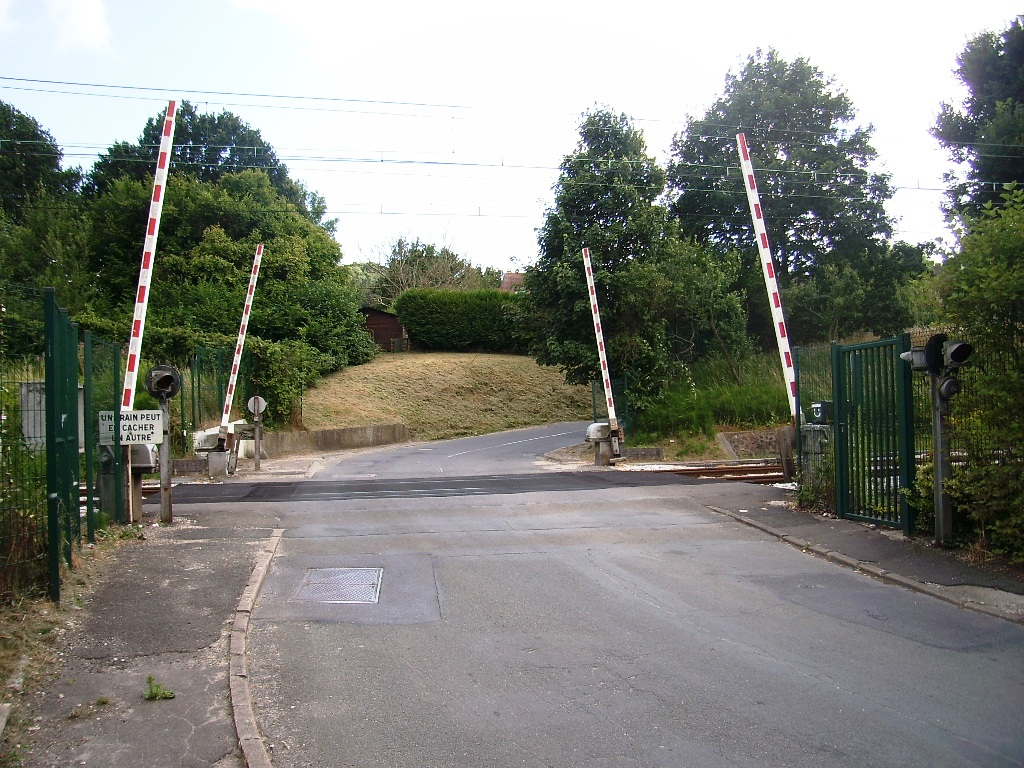
L'ancien passage à niveau du chemin de Jaumeron.

La municipalité a mis en place plusieurs lignes de pédibus qui desservent les groupes scolaires de la Feuillarde, des Neuveries, du Centre, des Sablons et depuis fin 2012 de Courcelle (deux lignes sont prévues : Damiette déjà en fonctionnement et château de Courcelle).

## Toponymie
Le nom de la localité est attesté sous la forme Gito au IXe siècle.
Il s'agit d'un toponyme obscur, probablement prélatin qu'il convient peut-être de rapprocher de Gien.
Le nom de la rivière l’Yvette est issu de l'ancien français ive, eve (du latin aqua) signifiant « eau », suivi du suffixe diminutif -ette, d'où le sens global de « petite eau ». La mention du nom de la rivière fut ajoutée en 1932.[réf. nécessaire]

## Histoire

### Les origines
La présence humaine est attestée sur le plateau de Moulon dès le néolithique grâce à une fouille archéologique préventive, au cours de laquelle les restes d’un village celtique, datant de la fin du VIe siècle av. J.-C. au début du Ve siècle av. J.-C., furent découverts sur le territoire communal, en février 2006. Il s’agissait d’un assez gros village composé d’une quinzaine de bâtiments construits en bois, sur pilotis, avec des murs en torchis. Des bâtiments secondaires à vocation agricole (grange, étable, grenier) et peut-être artisanale ont été découverts à proximité de ces maisons.
Ce village s’inscrivait dans un paléo-paysage agricole, et possédait peut-être une capacité défensive grâce à son implantation en rebord de plateau. Après la conquête romaine (de -58 à -51), la commune se trouva sur le passage de la voie romaine entre Lutèce et Autricum.

### Du Moyen Âge à la Révolution industrielle

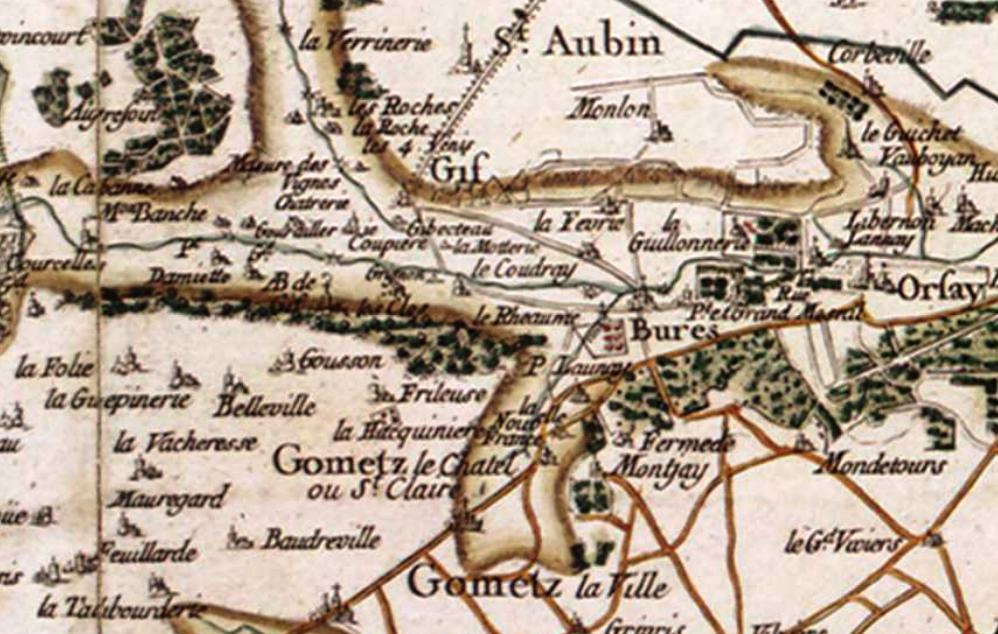
Carte de la région au XVIIe siècle par Cassini.

Au VIIe siècle fut entreprise la construction d’une église qui ne fut achevée qu’à la fin du IXe siècle. Au XIIe siècle fut mentionnée l’existence de l’abbaye du Val-de-Gif, tenue par des bénédictines qui disposait alors d’un domaine de dix hectares. L’abbaye bénéficia d’une restauration commandée par l’évêque de Paris Maurice de Sully.
Des vestiges d'habitations dans le bourg actuel, datant du IXe siècle et du XIe siècle, ont été mises en jour lors de fouilles réalisées en 2011.
Durant la guerre de Cent Ans, le territoire et l’abbaye furent dévastés.
Au XVIIe siècle, l’abbaye proche du jansénisme fut disgraciée et le domaine partagé. Deux familles se succédèrent à la tête de la seigneurie, les Mérault puis les Débonnaire. À cette époque, le bourgeois parisien Gilles de Trapu fit construire le château de Belleville. En 1754, Claude Mérault commanda la construction du château de Button, qu’il ne vit jamais fini puisqu’il en fut achevé qu’en 1771 alors que la famille Débonnaire avait pris possession du domaine.
Lors de la Révolution, l’abbaye fut dissoute et vendue le 29 janvier 1791 à un bourgeois versaillais qui démantela les bâtiments pour en vendre les pierres.
Au XIXe siècle, Gif restait un village agricole cultivant en particulier la fraise dans la vallée et les céréales sur les plateaux. Des équipements importants furent ajoutés, des lavoirs, une école, un marché. En 1859, Napoléon III offrit à la paroisse un tableau de Louis Dauberon représentant un Ecce Homo.
En 1867, Gif fut reliée à la Ligne de Sceaux et sa Gare de Gif-sur-Yvette fut inaugurée le 26 août 1867. Celle de Courcelle (la maison du garde-barrière qui a été agrandie) a été inaugurée le 26 août 1897. En 1831, le baron Claude François de Méneval, secrétaire de Napoléon Ier fit construire le château de l’Ermitage.
En 1882, l’écrivain et salonnière Juliette Adam s’installa dans l’ancien domaine de l’abbaye et y organisa des fêtes littéraires. Elle participa ainsi à la mode des résidences secondaires, construites par les bourgeois parisiens dans la vallée de Chevreuse.[réf. souhaitée]

### Histoire contemporaine
En 1912, Édouard Noetzlin, directeur de la Banque de Paris et des Pays-Bas, acquit le château de Button. Pendant la Première Guerre mondiale, le château de Courcelle devient un Hôpital auxiliaire pour convalescents militaires (HACM). Après la guerre qui vit la perte de quarante-cinq Giffois, la commune de Gif connut une importante croissance démographique. La ville prit le nom de Gif-sur-Yvette en 1932. Le 24 juillet 1921 fut inauguré le monument aux morts communal. En 1922, le château de Belleville fut transformé en école agricole et ménagère par sa propriétaire Léontine Thome. En 1938, la commune acheta le château de l’Ermitage pour y installer la mairie.
En 1946, le Centre national de la recherche scientifique racheta au fils d’Édouard Noetzlin, le géologue Jacques Noetzlin (de), la propriété de Button pour y construire des laboratoires de recherche, dont le Phytotron. Des logements de fonction du Commissariat à l'énergie atomique furent construits dans la propriété du Val Fleury, acquise en 1947.
En 1952, Fernand Léger acheta l’ancienne guinguette du Gros Tilleul pour y installer son atelier. La même année, le duc de Windsor et Wallis Simpson y acquirent une maison de campagne, Le Moulin de la Tuilerie, vaste demeure créée à partir d'un ancien moulin et de plusieurs granges (ils vivaient à Paris villa Windsor). Ce fut le seul bien immobilier que posséda le couple ensemble, et ils y passèrent leurs week-ends pendant une vingtaine d'années, y recevant de nombreux invités célèbres, parmi lesquels Richard Burton et Elizabeth Taylor, Cecil Beaton et Marlene Dietrich.[réf. souhaitée]
Dans les années 1960 et 1970 Gif connut un important développement démographique. Au début des années 1960, la municipalité décida la construction d'un vaste ensemble de logements mêlant HLM, « immeubles à loyers normaux » et appartements en accession à la propriété. Elle acquit alors un terrain vierge de 17 ha à l'emplacement du potager de l'ancienne abbaye. Selon Robert Trimbach, maire de 1959 à 2001, il s'agissait de créer « un jardin au sein duquel on habite et on vit », les voitures seraient parquées à l'écart et les immeubles s'ouvriraient sur des espaces verts avec cheminements pour piétons. Les premiers habitants de ce programme de 600 logements s'installèrent en 1967. Des équipements collectifs suivirent : centre social en 1968, école en 1969, bibliothèque en 1970. Un autre projet d'envergure prit naissance en 1969 : la création d'une zone d'habitation majoritairement pavillonnaire « à l'américaine » sur le plateau sud de la vallée, qui allait devenir le quartier de Chevry. La zone envisagée se trouvait sur trois communes : Gometz-la-Ville (52 %), Gif-sur-Yvette (42 %) et Gometz-le-Châtel (5 %). Les trois communes créèrent une zone d'aménagement concerté (ZAC), dont le rattachement entier à Gif-sur-Yvette fut finalement décidé en 1974.
En 1972, l’ancienne demeure de Fernand Léger accueillit les diplomates Henry Kissinger et Lê Đức Thọ pour négocier les Accords de paix de Paris. En 1975 s’installa sur le plateau du Moulon l’École supérieure d'électricité, confirmant encore la vocation de la ville dans les domaines des sciences et de l'enseignement. En 1976, elle compléta l'acquisition du quartier de Chevry en achetant à la commune de Gometz-la-Ville le château de Belleville pour y installer une maison des associations.
En 1985, l’église Saint-Rémi bénéficia d’une campagne de restauration.
En 2003, la commune racheta le château du Val Fleury. Le 29 avril 2007, la ville subit un très fort orage entraînant une crue imprévue des cours d’eau, nécessitant l’évacuation de deux cents personnes. Le quartier du centre-ville, où coule la Mérantaise fut inondé, l’eau y atteignant deux mètres par endroits.[réf. souhaitée]

## Politique et administration

### Rattachements administratifs et électoraux

#### Rattachements administratifs
Antérieurement à la loi du 10 juillet 1964, la commune faisait partie du département de Seine-et-Oise. La réorganisation de la région parisienne en 1964 fit que la commune appartient désormais au département de l'Essonne et à son arrondissement de Palaiseau après un transfert administratif effectif au 1er janvier 1968.
Elle faisait partie de 1801 à 1967 du canton de Palaiseau de Seine-et-Oise. Lors de la mise en place de l'Essonne, la ville intègre le canton d'Orsay, puis devient en 1975 le chef-lieu du canton de Gif-sur-Yvette. Dans le cadre du redécoupage cantonal de 2014 en France, cette circonscription administrative territoriale a disparu, et le canton n'est plus qu'une circonscription électorale.

#### Rattachements électoraux
Pour les élections départementales, la commune est depuis 2014 le bureau centralisateur d'un nouveau du canton de Gif-sur-Yvette, porté à 12 communes.
Pour l'élection des députés, elle fait partie de la cinquième circonscription de l’Essonne.

### Intercommunalité
Gif-sur-Yvette était membre de la communauté d'agglomération du Plateau de Saclay, un établissement public de coopération intercommunale (EPCI) à fiscalité propre créé en 2002 et auquel la commune avait transféré un certain nombre de ses compétences, dans les conditions déterminées par le code général des collectivités territoriales, et qui succédait au district intercommunal du Plateau de Saclay (DIPS), créé en 1991.[réf. souhaitée]
Dans le cadre des dispositions de la Loi de modernisation de l'action publique territoriale et d'affirmation des métropoles (loi MAPTAM) du 27 janvier 2014, qui prévoit la généralisation de l'intercommunalité à l'ensemble des communes et la création d'intercommunalités de taille importante, notamment en Île-de-France afin d'équilibrer leurs relations avec la Métropole du Grand Paris devant être créée par cette même loi, le Schéma régional de coopération intercommunale prévoit la fusion de :

- la communauté d'agglomération du Plateau de Saclay ;

- et la communauté d'agglomération Europ'Essonne ;

auxquelles se sont jointes les communes de Verrières-le-Buisson et Wissous (antérieurement membres de la communauté d'agglomération des Hauts-de-Bièvre).
C'est ainsi qu'est créé le 1er janvier 2016 la communauté d'agglomération Paris-Saclay, dont est désormais membre la ville.

### Tendances politiques et résultats

#### Élections présidentielles, résultats des deuxièmes tours
- Élection présidentielle de 2002 : 92,94 % pour Jacques Chirac (RPR), 7,06 % pour Jean-Marie Le Pen (FN), 84,03 % de participation[47].
- Élection présidentielle de 2007 : 54,12 % pour Nicolas Sarkozy (UMP), 45,88 % pour Ségolène Royal (PS), 87,60 % de participation[48].
- Élection présidentielle de 2012 : 50,65 % pour François Hollande (PS), 49,35 % pour Nicolas Sarkozy (UMP), 85,66 % de participation[49].
- Élection présidentielle de 2017 : 87,48 % pour Emmanuel Macron (LREM), 12,42 % pour Marine Le Pen (FN), 81,78 % de participation.
- Election présidentielle de 2022 : 82,52% pour Emmanuel Macron (RE), 17,48% pour Marine le Pen (RN), 79,55% de participation[50].

#### Élections législatives, résultats des deuxièmes tours
- Élections législatives de 2002 : 58,61 % pour Pierre Lasbordes (UMP), 41,39 % pour Stéphane Pocrain (Les Verts), 68,60 % de participation[51].
- Élections législatives de 2007 : 54,51 % pour Pierre Lasbordes (UMP), 45,49 % pour Maud Olivier (PS), 62,92 % de participation[52].
- Élections législatives de 2012 : 52,06 % pour Maud Olivier (PS), 47,94 % pour Hervé Hocquard (UMP), 65,55 % de participation[53].
- Élections législatives de 2017 : 71,00 % pour Cédric Villani (LREM), 29,00 % pour Laure Darcos (LR), 54,33 % de participation.
- Election législatives de 2022: 54,73% pour Paul Midy (RE), 45,27% pour Cédric Villani (ECO-NUPES), 56,89% de participation[54].
- Election législatives de 2024: 56,98% pour Paul Midy (EPR), 43,02% pour Pierre Larrouturou (DG-NFP), 74,37% de participation[55].

#### Élections européennes, résultats des deux meilleurs scores
- Élections européennes de 2004 : 27,84 % pour Harlem Désir (PS), 21,34 % pour Patrick Gaubert (UMP), 54,19 % de participation[56].
- Élections européennes de 2009 : 33,42 % pour Michel Barnier (UMP), 25,40 % pour Daniel Cohn-Bendit (Les Verts), 53,22 % de participation[57].
- Élections européennes de 2014 : 25,55 % pour Alain Lamassoure (UMP), 16,28 % pour Pervenche Berès (PS), 56,20 % de participation[58].
- Élections européennes de 2019 : 38,49 % pour Nathalie Loiseau (LREM), 18,71 % pour Yannick Jadot (EELV), 63,01 % de participation.
- Elections européennes de 2024: 24,23% pour Valérie Hayer (RE), 19,88% pour Raphaël Glucksmann (PP), 65,51% de participation[59].

#### Élections régionales, résultats des deux meilleurs scores
- Élections régionales de 2004 : 48,43 % pour Jean-François Copé (UMP), 47,70 % pour Jean-Paul Huchon (PS), 69,69 % de participation[60].
- Élections régionales de 2010 : 52,80 % pour Jean-Paul Huchon (PS), 47,20 % pour Valérie Pécresse (UMP), 54,90 % de participation[61].
- Élections régionales de 2015 : 50,10 % pour Valérie Pécresse (LR), 43,42 % pour Claude Bartolone (PS), 61,82 % de participation[62].
- Elections régionales de 2021: 48,44% pour Valérie Pécresse (LR) , 32,14% pour Julien Bayou (EELV), 44,87% de participation[63].

#### Élections cantonales, résultats des deuxièmes tours
- Élections cantonales de 2004 : 50,87 % pour Michel Bournat (UMP) élu au premier tour, 37,10 % pour Frédéric Trouttet (PS), 66,82 % de participation[64].
- Élections cantonales de 2011 : 54,85 % pour Michel Bournat (UMP), 45,15 % pour Fabienne Elbaz (VEC), 46,26 % de participation[65].
- Élections départementales de 2015 : 60,38 % pour Michel Bournat et Laure Darcos (UMP), 39,62 % pour Yvan Lubraneski (PS) et Céline Ramstein (EELV), 48,92 % de participation[66].
- Elections départementales de 2021: 61,80% pour Michel Bournat et Laure Darcos (LR), 38,20% pour Serge Audinet (PS) et Sonia Roisin (EELV), 43,24% de participation[67].

#### Élections municipales
- Élections municipales de 2001 : 57,65 % pour Michel Bournat (RPR), 42,35 % pour Louis Sangouard (PS), 62,64 % de participation[68].
- Élections municipales de 2008 : 55,36 % pour Michel Bournat (UMP) élu au premier tour, 35,49 % pour Élodie Guérin (PS), 58,72 % de participation[69].
- Lors du premier tour des élections municipales de 2014 dans l'Essonne, la liste UMP menée par le maire sortant Michel Bournat  obtient la majorité absolue des suffrages exprimés, avec 5 346 voix (62,78 %, 29 conseillers municipaux élus dont 8 communautaires), devançant très largement celles menées respectivement par[70] : 
- François Romain (PS, 2 137 voix, 25,09 %, 4 conseillers municipaux élus dont 1 communautaire) ; 
- Olivier Villard (DVG, 1 032 voix, 12,11 %, 2 conseillers municipaux élus)
Lors de ce scrutin,46,60 % des électeurs se sont abstenus.

- Lors du premier tour des élections municipales de 2020 dans l'Essonne, la liste DVD menée par le maire sortant Michel Bournat obtient la majorité absolue des suffrages exprimés, avec 3 764 voix (57,96 %, 28 conseillers municaux élus dont 4 communautaires), devançant très largement les listes menées respectivement par[71] :
- Florence Noirot (LREM, 1 466 voix, 22,57 %, 4 conseillers municipaux élus dont 1 communautaire)
- Christophe de Montmollin (DVG, 1 264 voix, 19,46 %, 3 conseillers municipaux élus)
Lors de ce scrutin marqué par la pandémie de Covid-19 en France, 57,53 % des électeurs se sont abstenus.

#### Référendums
- Référendum de 2000 relatif au quinquennat présidentiel : 75,48 % pour le Oui, 24,52 % pour le Non, 39,11 % de participation[72].
- Référendum de 2005 relatif au traité établissant une Constitution pour l’Europe : 73,41 % pour le Oui, 26,59 % pour le Non, 77,19 % de participation[73].

### Administration municipale
Compte-tenu  de la population de la ville, son conseil municipal est composé de trente-cinq élus, y compris le maire et ses adjoints

### Instances de démocratie participative
La commune a mis en place cinq conseils de quartier Abbaye-Coudraies-Hacquinière, Belleville, Centre-Mérantaise-Vatonne, Chevry et Courcelle-Damiette, un conseil des jeunes et deux comités consultatifs, l’un sur le logement social et l’autre sur l’urbanisme et l’environnement.

### Jumelages
| Gif-sur-Yvette Olpe |

Gif-sur-Yvette a développé des associations de jumelage avec :
- Olpe (Allemagne) depuis 2001, située à 485 km[91].

## Équipements et services publics

### Enseignement

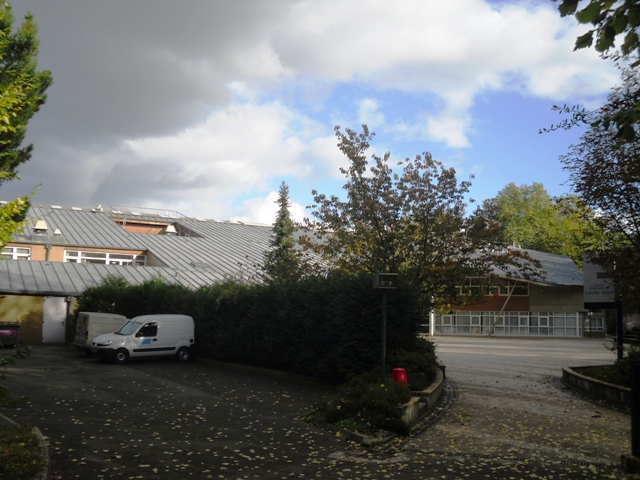
Le collège Juliette-Adam.

Les établissements scolaires de Gif-sur-Yvette sont rattachés à l’académie de Versailles. La commune dispose sur son territoire de plusieurs écoles publiques, les écoles maternelles de Belleville et de la Plaine, les écoles élémentaires du hameau de Belleville et les écoles primaires du Centre, du hameau de Courcelle, de l’Abbaye, des Neuveries, de la Feuillarde et des Sablons. S’ajoutent pour la poursuite d’études les collèges Juliette-Adam et des Goussons et le lycée de la Vallée-de-Chevreuse. Pour accueillir les jeunes enfants, la commune a mis en place la crèche Belle-Image, les multi-accueils Gribouille et Aquarelle et la halte-garderie de l’Abbaye. Les deux centres de loisirs de la Maison du Petit pont et de la Feuillarde sont disponibles pour les enfants hors périodes scolaires, la Maison de la Vallée est affectée au même office pour les adolescents. Des référents de la Peep, de la Fcpe et une association communale indépendante, l’Apeig sont présents dans les établissements scolaires.

#### Enseignement supérieur
La commune accueille depuis 1975] dans le quartier du Moulon le campus francilien de l’École supérieure d'électricité (Supélec) et une partie de l’université Paris-Sud 11 : l’institut universitaire de technologie (IUT) d'Orsay et Polytech Paris-Saclay. Le centre national d’études et de formation de la police nationale est également implanté sur le plateau de Moulon. Depuis septembre 2017 le quartier du Moulon accueille également CentraleSupélec et l'École normale supérieure de Cachan depuis septembre 2020. 

### Postes et télécommunications

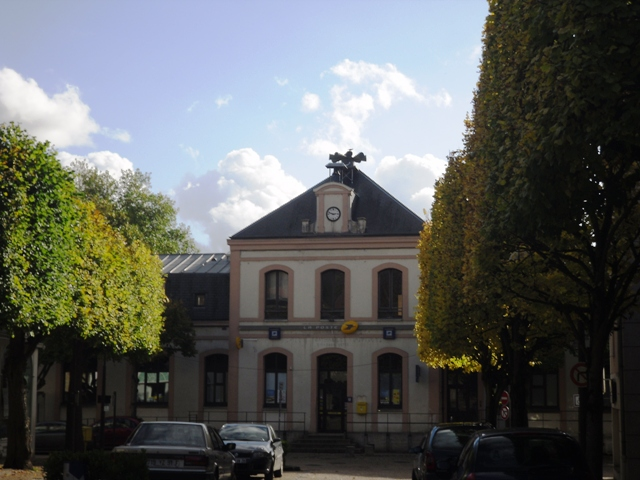
La Poste du centre-ville.

En 2010, deux bureaux de poste ] sont présents en centre-ville et à Chevry,

### Santé
Aucun établissement de santé n’est installé à Gif-sur-Yvette. La commune accueille cependant une maison de retraite dans la résidence des Chênes Verts et le foyer l’Arc-en-Ciel réservé aux personnes handicapées. Les urgences et les pathologies graves sont gérées par le centre hospitalier d’Orsay. Quarante-cinq médecins et vingt chirurgiens-dentistes exercent dans la commune, sept pharmacies y sont implantés. Deux centres de la protection maternelle et infantile sont situés dans les quartiers de l’Abbaye et de Chevry.

### Justice, sécurité, secours et défense
En 2010, une étude de notaire est implantée dans la commune.
La même année, la sécurité est assurée par un centre de secours mixte et deux brigades de gendarmerie en centre-ville et à Chevry.
En 2009, l’organisation juridictionnelle rattache les justiciables de Gif-sur-Yvette au tribunal d’instance de Palaiseau, au conseil de prud’hommes de Longjumeau, aux tribunaux de grande instance et de commerce d’Évry et à la cour d'appel de Paris.

## Population et société

### Démographie

#### Évolution démographique
L'évolution du nombre d'habitants est connue à travers les recensements de la population effectués dans la commune depuis 1793. Pour les communes de plus de 10 000 habitants les recensements ont lieu chaque année à la suite d'une enquête par sondage auprès d'un échantillon d'adresses représentant 8 % de leurs logements, contrairement aux autres communes qui ont un recensement réel tous les cinq ans,.

En 2022, la commune comptait 22 578 habitants, en évolution de +7,89 % par rapport à 2016 (Essonne : +2,89 %, France hors Mayotte : +2,11 %).
| 1793 | 1800 | 1806 | 1821 | 1831 | 1836 | 1841 | 1846 | 1851 |
| ---- | ---- | ---- | ---- | ---- | ---- | ---- | ---- | ---- |
| 815  | 810  | 800  | 738  | 733  | 712  | 717  | 818  | 815  |

| 1856 | 1861 | 1866 | 1872 | 1876 | 1881 | 1886 | 1891 | 1896 |
| ---- | ---- | ---- | ---- | ---- | ---- | ---- | ---- | ---- |
| 790  | 769  | 753  | 691  | 732  | 702  | 849  | 734  | 776  |

| 1901 | 1906 | 1911 | 1921 | 1926  | 1931  | 1936  | 1946  | 1954  |
| ---- | ---- | ---- | ---- | ----- | ----- | ----- | ----- | ----- |
| 814  | 887  | 991  | 997  | 1 240 | 1 513 | 1 508 | 1 649 | 2 678 |

| 1962  | 1968  | 1975   | 1982   | 1990   | 1999   | 2006   | 2011   | 2016   |
| ----- | ----- | ------ | ------ | ------ | ------ | ------ | ------ | ------ |
| 4 058 | 7 298 | 12 945 | 17 166 | 19 754 | 21 364 | 21 816 | 20 622 | 20 927 |

| 2021   | 2022   | - | - | - | - | - | - | - |
| ------ | ------ | - | - | - | - | - | - | - |
| 22 352 | 22 578 | - | - | - | - | - | - | - |

D’un bourg, Gif-sur-Yvette est devenue une commune importante, se classant en 2006 au dix-neuvième rang départemental. Lors du premier recensement des personnes intervenu en 1793, huit cent quinze personnes vivaient dans la commune. Une tendance à la baisse s’ensuivit jusqu’à atteindre sept cent douze résidents en 1836, pour augmenter à nouveau jusqu’à huit cent dix-huit habitants dix ans plus tard avant une nouvelle période de déclin entraînant un nombre de résidents minimal de six cent quatre-vingt-douze personnes en 1872, au sortir de l’occupation prussienne durant la guerre franco-allemande de 1870.
Après une période d’instabilité démographique, l’année 1901 marque le début d’une période de croissance continue, démarrant à huit cent quatorze giffois puis neuf cent quatre-vingt-onze en 1911, progression ralentie par la Première Guerre mondiale mais qui permit quand même d’atteindre mille deux cent quarante personnes en 1926 et de dépasser les mille cinq cents résidents en 1936.
Le contexte de croissance économique et d’attraction de la région parisienne suivant la Seconde Guerre mondiale entraîne une rapide évolution, la commune passant de mille six cent quarante-neuf habitants en 1946 à quatre mille cinquante-huit en 1962 puis douze mille neuf cent quarante-cinq en 1975, à la faveur de l’implantation sur son territoire d’importants centres de recherche et d’enseignement. Cette forte croissance se poursuit pour atteindre vingt-et-un mille trois cent soixante-quatre habitants, stagnant depuis comme le confirme le recensement de 2006 avec vingt-et-un mille huit cent seize résidents.
L’immigration ne compte que pour une faible part dans cette croissance, puisque seulement 5,3 % de la population était étrangère en 1999, répartis entre 1,0 % de Portugais, 0,5 % d’Algériens, 0,4 % d’Italiens, 0,3 % d’Espagnols et 0,2 % de Marocains et Tunisiens.

#### Pyramide des âges
La population de la commune est relativement jeune.
En 2018, le taux de personnes d'un âge inférieur à 30 ans s'élève à 38,3 %, soit en dessous de la moyenne départementale (39,9 %). À l'inverse, le taux de personnes d'âge supérieur à 60 ans est de 24,1 % la même année, alors qu'il est de 20,1 % au niveau départemental.
En 2018, la commune comptait 10 999 hommes pour 10 309 femmes, soit un taux de 51,62 % d'hommes, largement supérieur au taux départemental (48,98 %).
Les pyramides des âges de la commune et du département s'établissent comme suit.
| Hommes | Classe d’âge | Femmes |
| ------ | ------------ | ------ |
| 0,5    | 90 ou +      | 1,5    |
| 7,0    | 75-89 ans    | 8,7    |
| 13,6   | 60-74 ans    | 17,1   |
| 21,1   | 45-59 ans    | 22,8   |
| 14,5   | 30-44 ans    | 17,0   |
| 26,3   | 15-29 ans    | 15,6   |
| 17,1   | 0-14 ans     | 17,4   |

| Hommes | Classe d’âge | Femmes |
| ------ | ------------ | ------ |
| 0,5    | 90 ou +      | 1,4    |
| 5,4    | 75-89 ans    | 7,2    |
| 12,9   | 60-74 ans    | 13,9   |
| 20     | 45-59 ans    | 19,4   |
| 19,9   | 30-44 ans    | 20,1   |
| 20     | 15-29 ans    | 18,2   |
| 21,3   | 0-14 ans     | 19,8   |

### Sports et loisirs

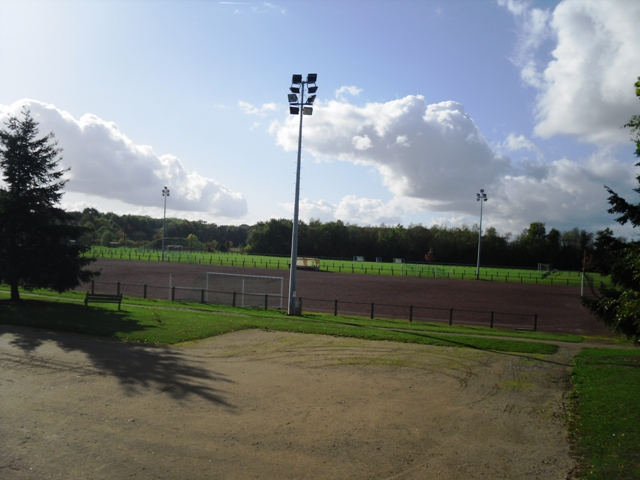
Les terrains du centre sportif du Moulon.

Gif-sur-Yvette dispose d’équipements sportifs relativement nombreux et variés, répartis sur le territoire, gérés par la commune ou des organismes privés. À proximité du centre-ville se trouve le parc des sports Michel-Pelchat équipé de terrains d’honneur et deux terrains annexes pour le football et le rugby, de dix courts de tennis dont quatre couverts et d’une piste d’athlétisme, il est complété à proximité par le gymnase doté d’un plateau d’évolution et l’espace sportif du Centre polyvalent. À Courcelle se trouvent deux courts de tennis couverts, un plateau d’évolution, un terrain polyvalent synthétique pour le foot et le Touch rugby, un gymnase équipé d’une salle d’agrès, d’un mur d’escalade et d’un dojo et aux Sablons un autre gymnase est à disposition des habitants. Au sud du territoire, le complexe sportif des Goussons équipé pour la gymnastique, la danse et les sports de combats, le gymnase de la Plaine complété par un terrain de rugby, le gymnase des Neuveries, le gymnase de la Feuillarde, le terrain de football de la Folie-Rigault, le terrain de baseball de Frileuse et les quatorze courts de tennis de Chevry agrémentent les quartiers. Au nord, le plateau du Moulon accueille un important complexe sportif doté d’un gymnase, d’une salle omnisports, de neuf courts de tennis dont trois couverts, d’un terrain d’honneur et de deux terrains d’entraînement, d’un terrain de baseball, d’un boulodrome, d’un stand de tir et d’un jardin de tir à l'arc. À proximité de Saint-Rémy-lès-Chevreuse se trouve aussi le centre équestre de la Grange Martin, installé sur un terrain d’un hectare équipé de deux manèges et deux carrières et à Chevry a été aménagé un golf neuf trous. Le club de baseball des Gothics de Gif-sur-Yvette fondé en 1982 évolue depuis 2006 en championnat de France de baseball Nationale 1.
Rugby à XV
Le Rugby olympique club giffois

### Lieux de culte
La paroisse catholique de Gif-sur-Yvette est rattachée au secteur pastoral de l’Yvette-Gif-Orsay et au diocèse d'Évry-Corbeil-Essonnes. Elle dispose de l'église Saint-Rémi en centre-ville et Saint-Paul à Chevry. S’ajoute la chapelle Notre-Dame-des-Champs, située dans la commune voisine de Saint-Rémy-lès-Chevreuse mais fréquentée par les habitants du quartier de Courcelle. L’église Saint-Paul est aussi fréquentée par la communauté Baptiste et par la communauté Anglicane.

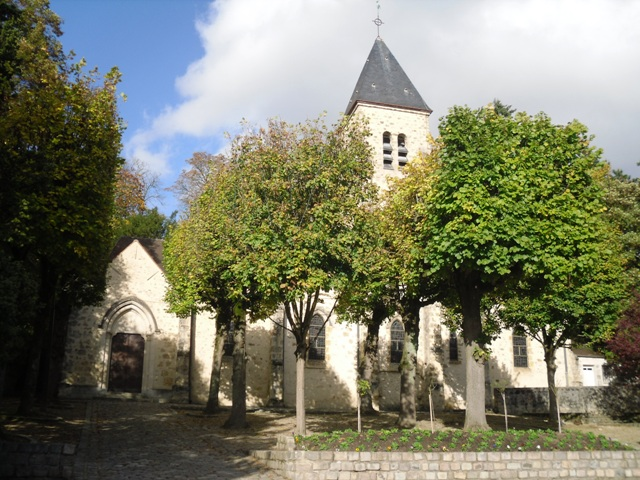
L’église Saint-Rémi.
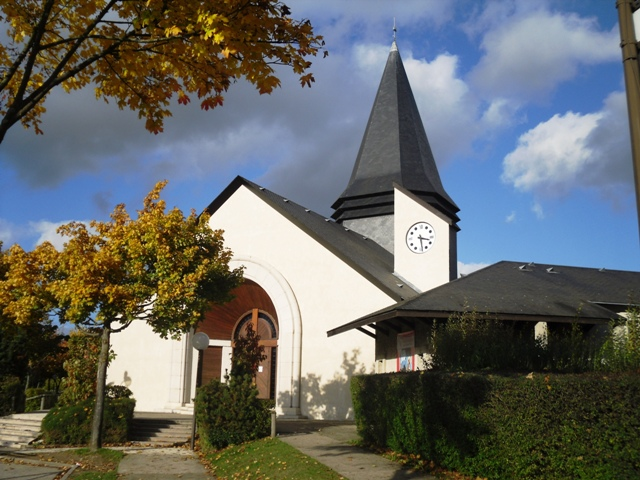
L’église Saint-Paul.

### Médias
L’hebdomadaire Le Républicain relate les informations locales. La commune est en outre dans le bassin d’émission des chaînes de télévision France 3 Paris Île-de-France Centre, IDF1 et Téléssonne intégré à Télif.

## Économie

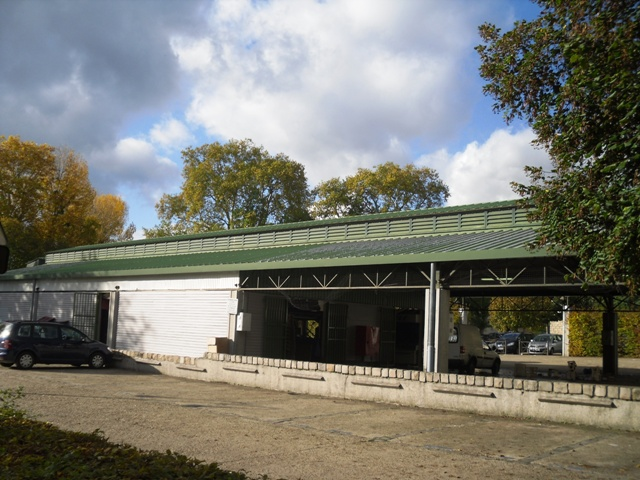
La halle du marché du centre-ville.

Plus de 75 % de l’activité relève du secteur tertiaire et 18,2 % de l’industrie mais les taux dans la commune s’élevaient à 92,3 % d’employés dans le secteur tertiaire. De fait, Gif-sur-Yvette est aujourd’hui implantée au cœur de la vallée scientifique de l’Yvette et du cluster technologique Paris-Saclay, en cours d'aménagement. La majeure partie de l’activité est tournée vers l’enseignement, la recherche et le développement avec la présence sur le territoire de l’École supérieure d'électricité, du Laboratoire de génie électrique de Paris, du pôle commun de recherche en informatique, du centre national d’études et de formation de la Police nationale et d'un centre important du CNRS avec les services partenaires de l’institut national de la recherche agronomique et de l’institut de biotechnologie des plantes.
Ces grands établissements de recherche publics ont attiré auprès d’eux un nombre important de sous-traitants, pour la plupart implantés dans le quartier du Moulon. En outre, la Confédération générale du travail dispose depuis 1950 d’une école centrale permanente dans le centre Benoît-Frachon au quartier de Courcelle.
À proximité directe de la commune, le centre du commissariat à l'énergie atomique de Saclay est répertorié au titre des émissions polluantes pour ses rejets en dioxyde de carbone dans l’air, sa consommation importante en eau potable et eaux de surface, ses rejets d’acide cyanhydrique, d’arsenic, de fluor et de zinc dans les eaux usées et sa production de déchets dangereux.
Au total, sept cent quarante entreprises avaient leur siège social à Gif-sur-Yvette et quatre-vingt-cinq s’étaient créées en 2007.
En 1988, il subsistait encore trois exploitations agricoles occupant vingt-cinq hectares de terrain employant au total neuf personnes. Depuis novembre 2005, la commune est au cœur de l’opération d'Intérêt National de Massy Palaiseau Saclay Versailles Saint-Quentin-en-Yvelines. Deux marchés se tiennent dans la commune, les jeudis et dimanches en centre-ville et les mercredis et samedis à Chevry.

### Emplois, revenus et niveau de vie
En 2006, les entreprises présentes dans la commune employaient sept mille sept cent cinquante-cinq personnes alors que la population active communale était évaluée à dix mille soixante-treize personnes, créant ainsi une situation favorable de l’emploi avec un taux de chômage bas à seulement 6,7 %. De plus, avec 45,8 % des emplois relevant du statut cadre et 78,3 % de la population disposant d’un emploi fixe, le revenu net imposable moyen des foyers s’élevait en 2006 à 45 085 euros et 79,5 % de la population était assujettie à l’impôt sur le revenu et quatre cent seize personnes étaient assujetties à l’impôt de solidarité sur la fortune avec une imposition moyenne de 4 890 euros. Trois hôtels sont installés dans la commune totalisant cent neuf chambres.
En 2010, le revenu fiscal médian par ménage était de 54 231 euros, ce qui plaçait Gif-sur-Yvette au 124e rang  parmi les 31 525 communes de plus de 39 ménages en métropole.
| Répartition des emplois par catégorie socioprofessionnelle en 2006. |              |                                           |                                                   |                            |                          |                           |
|                                                                     | Agriculteurs | Artisans, commerçants, chefs d’entreprise | Cadres et professions intellectuelles supérieures | Professions intermédiaires | Employés                 | Ouvriers                  |
| Gif-sur-Yvette                                                      | 0,0 %        | 2,7 %                                     | 45,8 %                                            | 24,7 %                     | 21,0 %                   | 5,8 %                     |
| Zone d’emploi d’Orsay                                               | 0,2 %        | 3,7 %                                     | 36,2 %                                            | 26,2 %                     | 21,4 %                   | 12,3 %                    |
| Moyenne nationale                                                   | 2,2 %        | 6,0 %                                     | 15,4 %                                            | 24,6 %                     | 28,7 %                   | 23,2 %                    |
| Répartition des emplois par secteur d'activité en 2006.             |              |                                           |                                                   |                            |                          |                           |
|                                                                     | Agriculture  | Industrie                                 | Construction                                      | Commerce                   | Services aux entreprises | Services aux particuliers |
| Gif-sur-Yvette                                                      | 0,2 %        | 5,9 %                                     | 1,6 %                                             | 8,9 %                      | 50,1 %                   | 5,6 %                     |
| Zone d’emploi d’Orsay                                               | 1,0 %        | 13,4 %                                    | 3,8 %                                             | 18,1 %                     | 30,5 %                   | 5,4 %                     |
| Moyenne nationale                                                   | 3,5 %        | 15,2 %                                    | 6,4 %                                             | 13,3 %                     | 13,3 %                   | 7,6 %                     |
| Sources : Insee                                                     |              |                                           |                                                   |                            |                          |                           |

## Culture locale et patrimoine

### Patrimoine environnemental

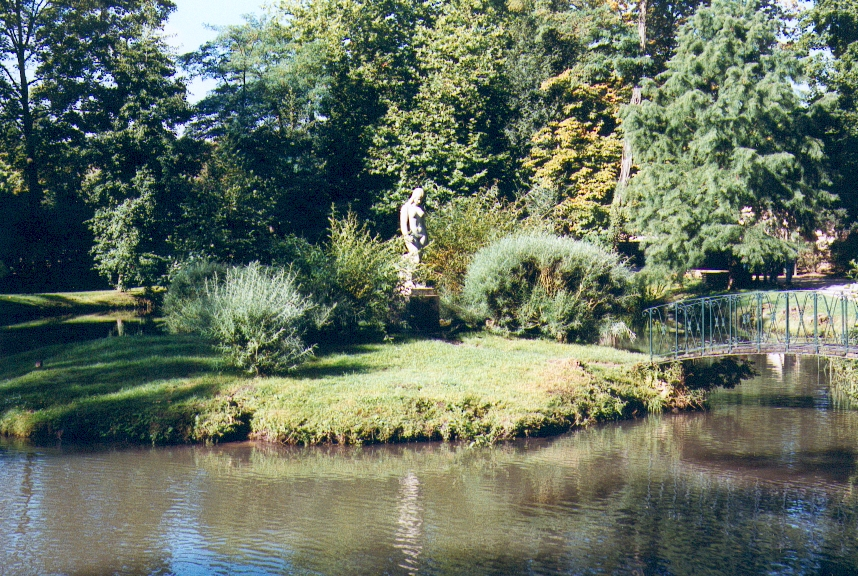
L’îlot du parc de la Mairie.

Le territoire de Gif-sur-Yvette bénéficie d’un cadre naturel relativement préservé et mis en valeur avec près de 20 %, soit près de deux cent trente hectares de la superficie couverte par des espaces boisés répartis entre les bois de la Hacquinère, d’Aigrefoin, des Coudraies et de la Fèvrie.
Quatorze kilomètres de piste cyclable et quarante kilomètres de voies piétonnes quadrillent la commune, six promenades balisées ont été aménagées dans la commune pour parcourir les espaces verts, auxquels s’ajoute le tracé du sentier GR 655, correspondant à l’actuel chemin de pèlerinage de Saint-Jacques-de-Compostelle qui traverse la commune en suivant la vallée de l’Yvette et le sentier de grande randonnée de Pays du Hurepoix, qui relie la vallée de la Bièvre, à celle de l’Essonne, via l’Yvette, l’Orge, et la Juine.
Le bassin de Coupières, le parc de la Mairie et le Belvédère complètent l’offre d’espaces verts. Gif-sur-Yvette fait partie du parc naturel régional de la Haute Vallée de Chevreuse depuis le 5 novembre 2011.
Les bois communaux et les bassins de Coupières et de Grignon ont fait l’objet d’un classement par le département au titre des espaces naturels sensibles, octroyant à la commune une zone de préemption.
Le parc du château de Button, propriété du CNRS est équipé de serres pour la recherche biologique et bénéficie du classement de refuge pour les espèces d’oiseaux depuis 1991.

### Patrimoine architectural
Le patrimoine architectural de Gif-sur-Yvette est constitué de divers bâtiments :
- l'église Saint-Rémi, la plus remarquable, fut construite au XIIe siècle dans un style roman et remaniée au XVe siècle dans un style gothique, inscrite aux monuments historiques depuis le 21 décembre 1938[130] ;
- l'ancienne abbaye du val-de-Gif : Il subsiste encore des bâtiments de l'ancienne abbaye du Val-de-Gif fondée par les bénédictines au XIIe siècle, dont la ferme[131] et le moulin[132] ;
- l'ancien château de l'Ermitage : La mairie occupe actuellement l’ancien château de l’Ermitage, de style Empire[133] ;
- le château de Button : le Centre National de la Recherche Scientifique occupe le château de Button, du XVIIIe siècle, construit par l’architecte de Louis XV, Pierre Desmaisons pour Claude Merault, vicomte de Gif et Châteaufort dans un style classique. Commandé en 1754, le château ne fut achevé qu’en 1777, dans un parc inspiré des réalisations d’André Le Nôtre réalisé par Pillet. Revenu à Pierre-Charles Débonnaire entre-temps, il passe entre les mains de son fils cadet en 1788 puis devient la propriété de diverses personnes qui agrandissent le domaine pour atteindre soixante-sept hectares lors de la cession au CNRS en 1946[134],[135] ;
- le château du Val Fleury, construit au XIXe siècle et ouvert depuis 2014 au public et accueillant des expositions culturelles[136].
- les lavoirs de Courcelle construit en 1876[137] et des Gibeciaux en 1805 (détruit lors des inondations de 2007 puis rénové en 2015[138]) [139]complètent ce patrimoine.

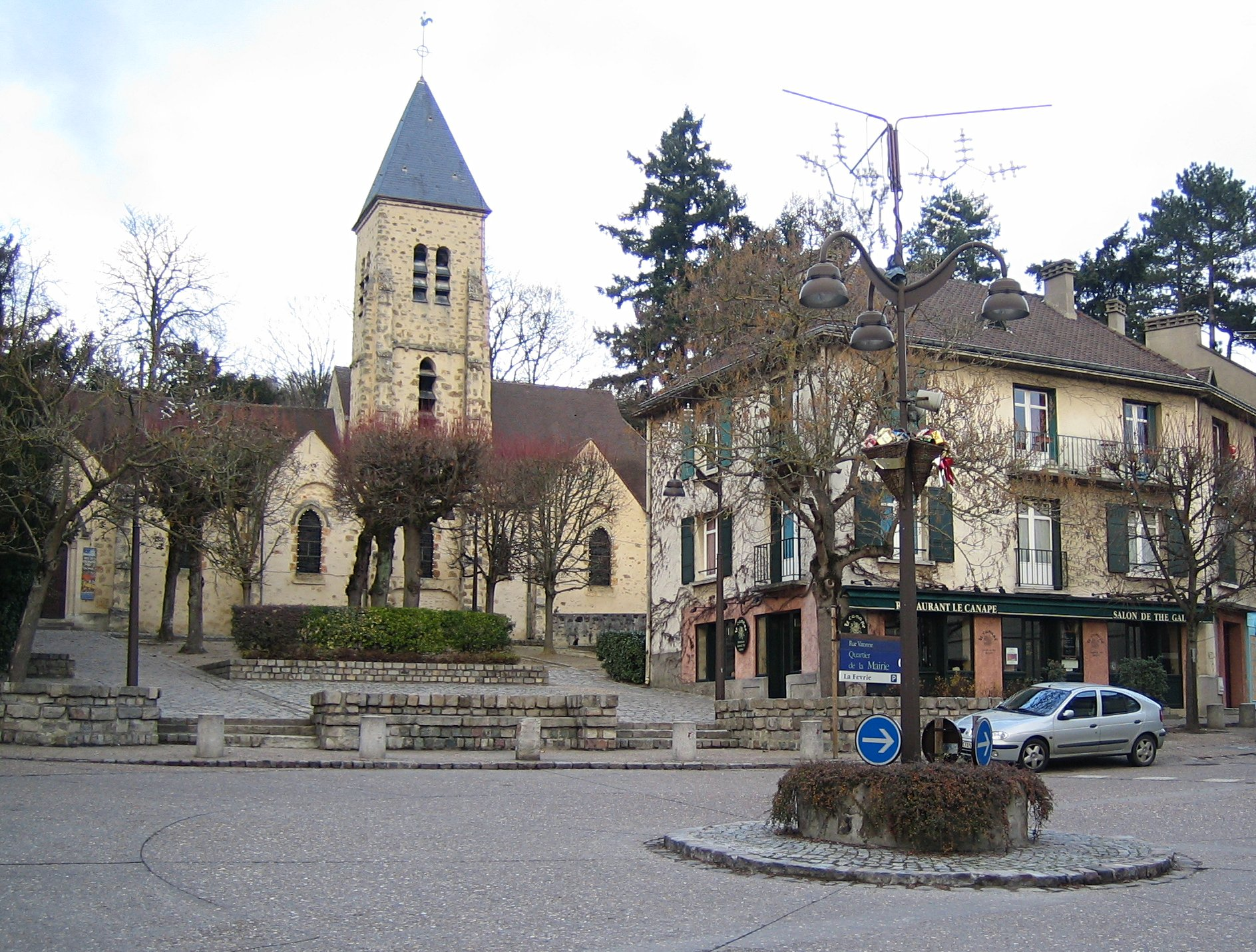
L'église Saint-Rémi et la place de l'Église.
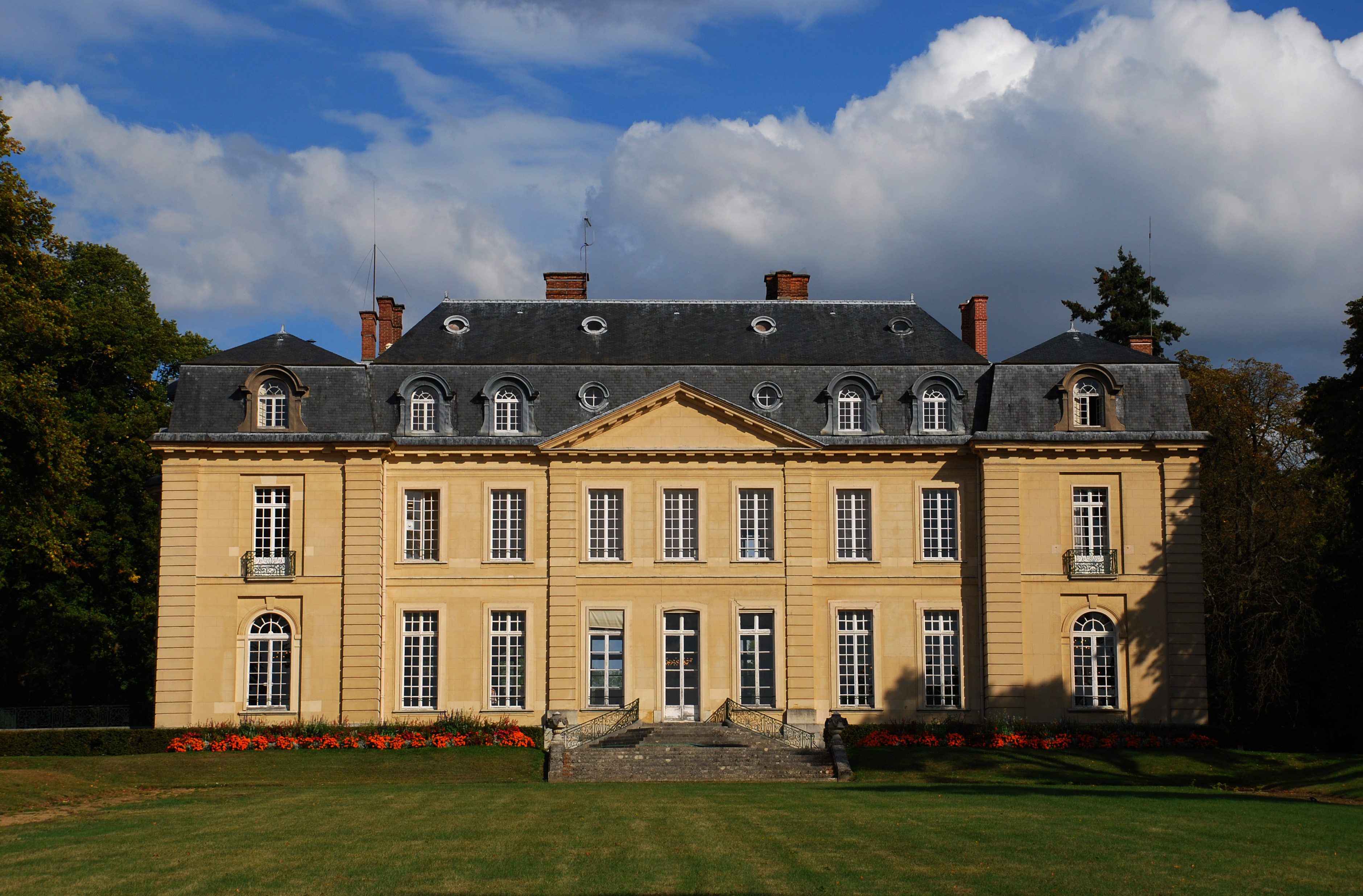
Le château de Button.
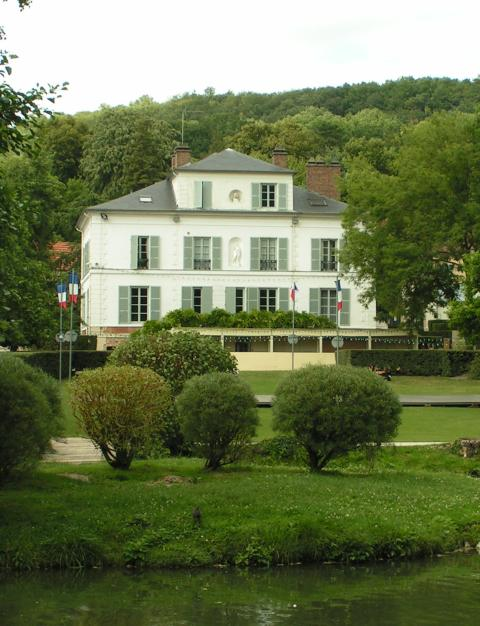
Le château de l'Ermitage vu depuis le parc.
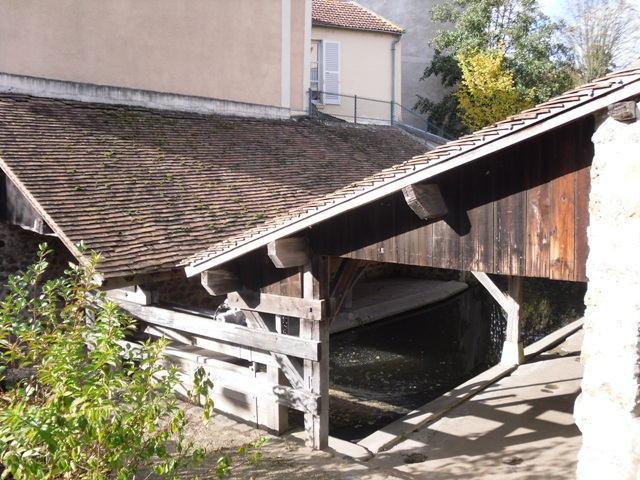
Le lavoir des Gibeciaux.
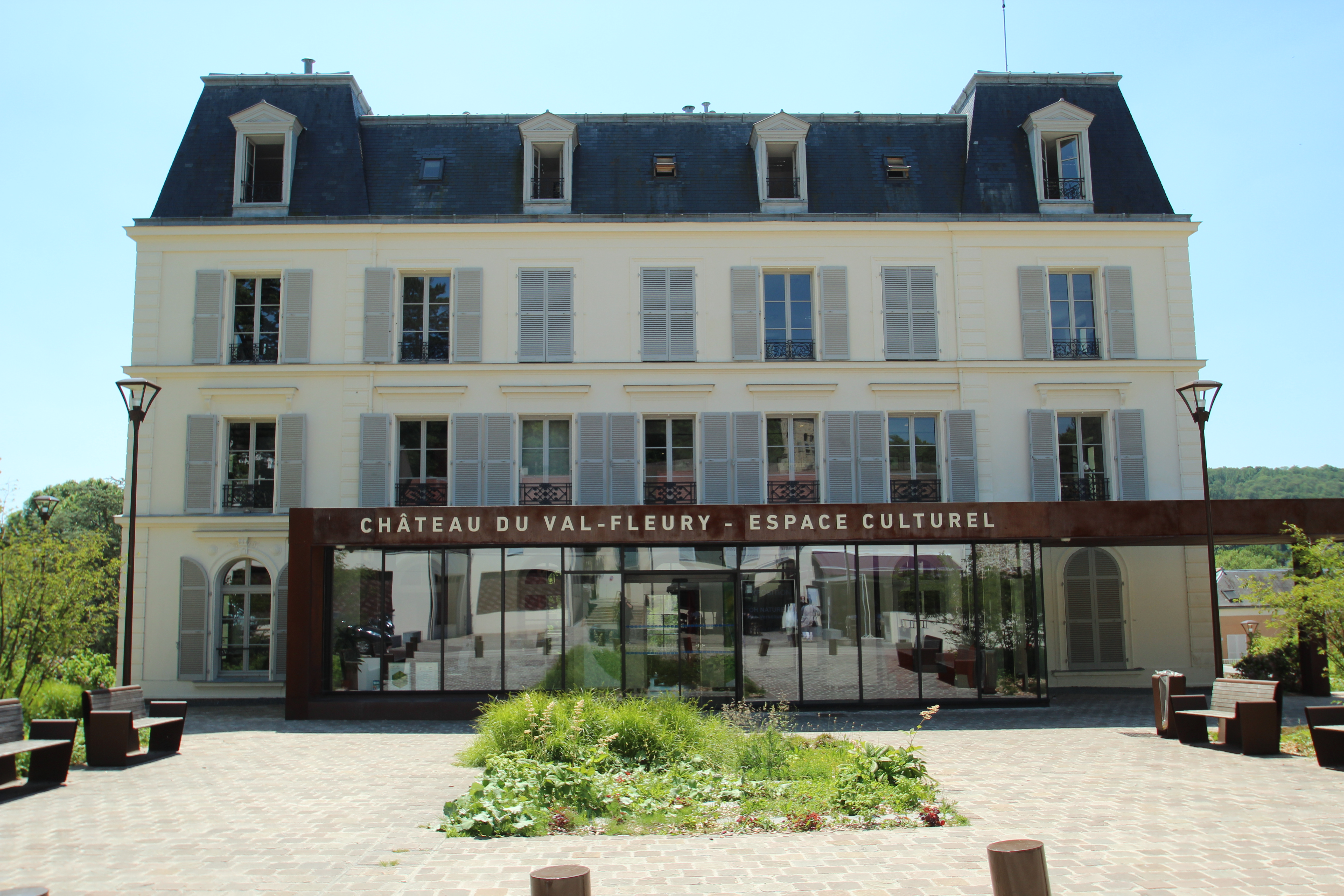
Le château du Val Fleury

### Équipements culturels

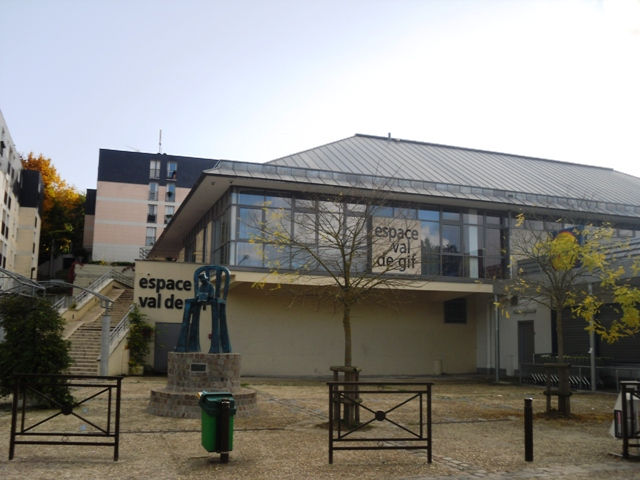
La salle du Val de Gif.

La commune de Gif-sur-Yvette dispose de divers lieux de pratique et d’accès à la culture. Outre la bibliothèque municipale répartie sur les sites de Courcelle, du Centre, de l’Abbaye et de Chevry, elle a mis en place une ludothèque dans l’Espace du Val de Gif et participe au financement d’une salle de cinéma Le Central et de la maison des jeunes et de la culture Cyrano.
Un théâtre professionnel de 160 places a ouvert ses portes en 2020 au sein de l'École normale supérieure Paris-Saclay : la Scène de recherche. Il propose une programmation de spectacles mêlant arts et sciences et est ouvert au grand public autant qu'aux étudiants et aux chercheurs.
Plusieurs salles polyvalentes sont réparties sur le territoire, la Terrasse pour les spectacles, le café-concert de la Maison du Mail à Chevry, la salle polyvalente du Val de Gif et le château de Belleville qui sert de salle de conférence et d’exposition. En partenariat avec les associations, elle a mis en place l’UniverCité Ouverte, une université du temps libre qui organise des conférences de vulgarisation culturelle. S’ajoutent les conférences des Jeudis de la Recherche organisées par les personnels des établissements scientifiques présents sur le territoire communal. Une école d’arts et de musiques pour tous permet l’apprentissage des activités artistiques.

### Gif-sur-Yvette dans les arts et la culture
Gif-sur-Yvette a servi de lieu de tournage pour diverses œuvres cinématographiques. Parmi celles-ci, L'Héritier de Philippe Labro, sorti en 1973 et tourné au château de Button, ainsi que Les Rivières pourpres 2 : les Anges de l'Apocalypse d’Olivier Dahan, sorti en 2004 et tourné sur le parking de l’Intermarché.

### Personnalités liées à la commune
- Juliette Adam (1836-1936), poètesse, romancière, journaliste et féministe française y vécut au domaine de l’Abbaye.
- Arthur Levasseur (1875-1955), homme politique y est décédé.

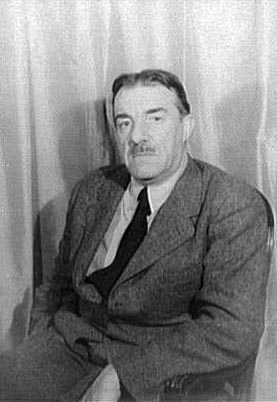
Fernand Léger en 1936.

- Fernand Léger (1881-1955), artiste-peintre y vécut.
- Édouard VIII du Royaume-Uni (1894-1972), y vécut au moulin de la Tuilerie.
- Wallis Simpson (1896-1986), duchesse de Windsor et épouse du précédent y vécut.
- Edgar Lederer (1908-1988), biochimiste y exerça.
- Lê Đức Thọ (1911-1990), homme politique et diplomate vietnamien et Henry Kissinger (1923-2023), diplomate américain, y négocièrent les Accords de paix de Paris.
- Robert Hirsch (1912-2003), résistant et préfet y est décédé.
- Haroun Tazieff (1914-1998), volcanologue et géologue y exerça.
- Jean Bottéro (1914-2007), historien assyriologue y est décédé.
- Véra Cardot (1920-2003), photographe et peintre, y vécut.
- Piotr Slonimski (1922-2009), biologiste et généticien y exerça.
- Gerda Sutton (1923-2005), artiste-peintre y vécut.
- André Rouyer (1929-1994), acteur y est décédé.
- Pierre Potier (1934-2006), pharmacien et chimiste y enseigna.
- Michel Pelchat (1935-2004), homme politique y vécut et en fut député et conseiller général.
- Jean Pernès (1939-1989), généticien y exerça.
- Jean-Claude Bouillon (1941-2017), acteur y vécut.
- Richard Bohringer (1942-), acteur et écrivain y vécut.
- Pierre Lasbordes (1946-), homme politique y vit et en fut conseiller municipal.
- Alain Bellouis (1947-), coureur cycliste y est né.
- Jean-Luc Rougé (1949-), judoka y enseigna.
- Pierre Bergounioux (1949-), écrivain, sculpteur, critique d'art, enseignant, y vit.
- Jean-Luc Seret (1951-2024), joueur d’échecs qui a présidé le club local.
- Sylvia Kristel (1952-2012), actrice et mannequin y vécut.
- Samir Zard (1955-), chimiste y exerça.
- Jean-Charles Trouabal (1965-), athlète y fut licencié.
- Romane Bohringer (1973-), actrice y vécut.
- Noémie Lenoir (1979-), mannequin y vécut.

### Héraldique et logotype
| Blason de Gif-sur-Yvette | Blason  | D’azur à la tête de femme d’argent couronnée d’or, accompagnée de trois fleurs de lys du même. |

Logo.

| Blason de Gif-sur-Yvette | Détails | Le visage féminin rappellerait Isabelle de Giffa, premier seigneur de Gif. En 1230, un document précise qu’elle tenait la seigneurie de Gif de l’évêque de Paris dont elle était vassale. En 1957, la ville décide de se doter d’un " symbole communal ", reprenant les anciennes armoiries de l’abbaye Notre-Dame du Val de Gif définies ainsi au XVIIe siècle : " D’azur à trois fleurs de lys d’or et une tête de reine d’argent couronnée d’or posée entre les deux fleurs de lys du chef ". La figure féminine serait celle de la fondatrice de l’abbaye, une princesse de la famille royale à l’époque carolingienne. La commune s’est en outre dotée d’un logotype, conçu par Pierre-Yves Trémois, reprenant les mêmes attributs du visage féminin et des fleurs de lys revisités, le disque d’or remplaçant la couronne, les deux lignes courbes symbolisant à la fois le cours de l’Yvette et la Mérantaise et une évocation de la molécule d’Adn rappelant l’importance des établissements scientifiques locaux. |